# Nemci, Nova Gorica
Nemci so naselje v Mestni občini Nova Gorica.